# Lomperovaara
Lomperovaara är en kulle i Finland. Den ligger i Rovaniemi i landskapet Lappland, i den norra delen av landet, 700 km norr om huvudstaden Helsingfors. Toppen på Lomperovaara är 291 meter över havet.
Terrängen runt Lomperovaara är huvudsakligen platt. Runt Lomperovaara är det mycket glesbefolkat, med 2 invånare per kvadratkilometer.